# Knud Parkov
Knud Parkov (født 11. august 1894 i Frederiksværk, død 20. januar 1949 i Helsingør) var en dansk bryggeridirektør for Wiibroes Bryggeri i Helsingør fra 1932 indtil sin død. Han var gift med stumfilmstjernen Karen Parkov, kendt som Karina Bell. Han var også modstandsmand.

## Karriere
Knud Parkov var søn af borgmester i Gentofte Kommune Hans Parkov og hustru. Faderen var siden 1929 direktør for Wiibroe, og den handelsuddannede søn blev i 1930 ansat her som salgsinspektør. To år efter overtog han ledelsen som direktør. Han var også hovedaktionær og formand for bestyrelsen.
Parkov var tidligt opmærksom på den stigende kulturelle indflydelse fra USA, og han var en dynamisk direktør, der så mulighederne i læskedrikproduktionen, og bryggeriet lancerede således den mælkesyreholdige læskedrik Chabeso (1932), og som det første i Danmark den amerikanske Coca-Cola (1935). I 1933 lanceredes Messina, baseret på naturlig appelsinsaft, og i 1935 fulgte Grape Tonic og Indian Tonic. Senere blev sortimentet udvidet med Lemona og med San Remo, sidstnævnte opkaldt efter Helsingørs italienske venskabsby. Af størst betydning for bryggeriet blev imidlertid Maarum Mineralvand fra 1934, der gradvist blev et af de mest populære mineralvandsprodukter i landet. Knud Parkov døde pludseligt i 1949, men Wiibroes fremgang fortsatte efter hans død.

## Modstandsaktivitet
Knud Parkov var involveret i Dansk-Svensk Flygtningetjeneste og var med i kroejer Henry Thomsens netværk med Snekkersten Kro som centrum for illegal transport til Sverige. Han bistod med penge og skibe ved ruteaktiviteten og indsatte i oktober 1943 Wiibroes Ølbåd i rutetransport til Sverige. Han chartrede også M/S Rømø, der sejlede øl fra Helsingør til København, og satte flygtninge af på Hven undervejs. I den egenskab var Parkov med til at hjælpe mange danske jøder over Øresund til sikkerhed i Sverige under redningen i oktober 1943.
Ruten fungerede til maj 1944, hvor Parkov selv måtte flygte til Sverige. Her mødte han ved Den Danske Brigade, som han blev optaget i i februar 1945, og hvor han blev sekondløjtnant i Motorvognskompagniet. Han var øjensynlig tilknyttet Kommandoen som chauffør ved samlingen forud for Brigadens afrejse til Danmark.
Knud Parkov og hustru (der overlevede manden med 30 år) er begravet på Ordrup Kirkegård.